# Guno Castelen
 (signalé en mai 2025).
Si vous disposez d'ouvrages ou d'articles de référence ou si vous connaissez des sites web de qualité traitant du thème abordé ici, merci de compléter l'article en donnant les références utiles à sa vérifiabilité et en les liant à la section « Notes et références ».
- Archive Wikiwix
- Bing
- Cairn
- DuckDuckGo
- E. Universalis
- Gallica
- Google
- G. Books
- G. News
- G. Scholar
- Persée
- Qwant
- (zh) Baidu
- (ru) Yandex
- (wd) trouver des œuvres sur Wikidata

Pour les articles homonymes, voir Castelen.
Guno Henry George Castelen (28 septembre 1962) est un homme politique surinamais du Parti travailliste surinamien (en) (Surinaamse Partij van de Arbeid, SPA). Il est député et ministre des Transports, des Communications et du Tourisme de 2000 à 2005 et président du parti travailliste depuis 2009.